# Hannes M. Schalle

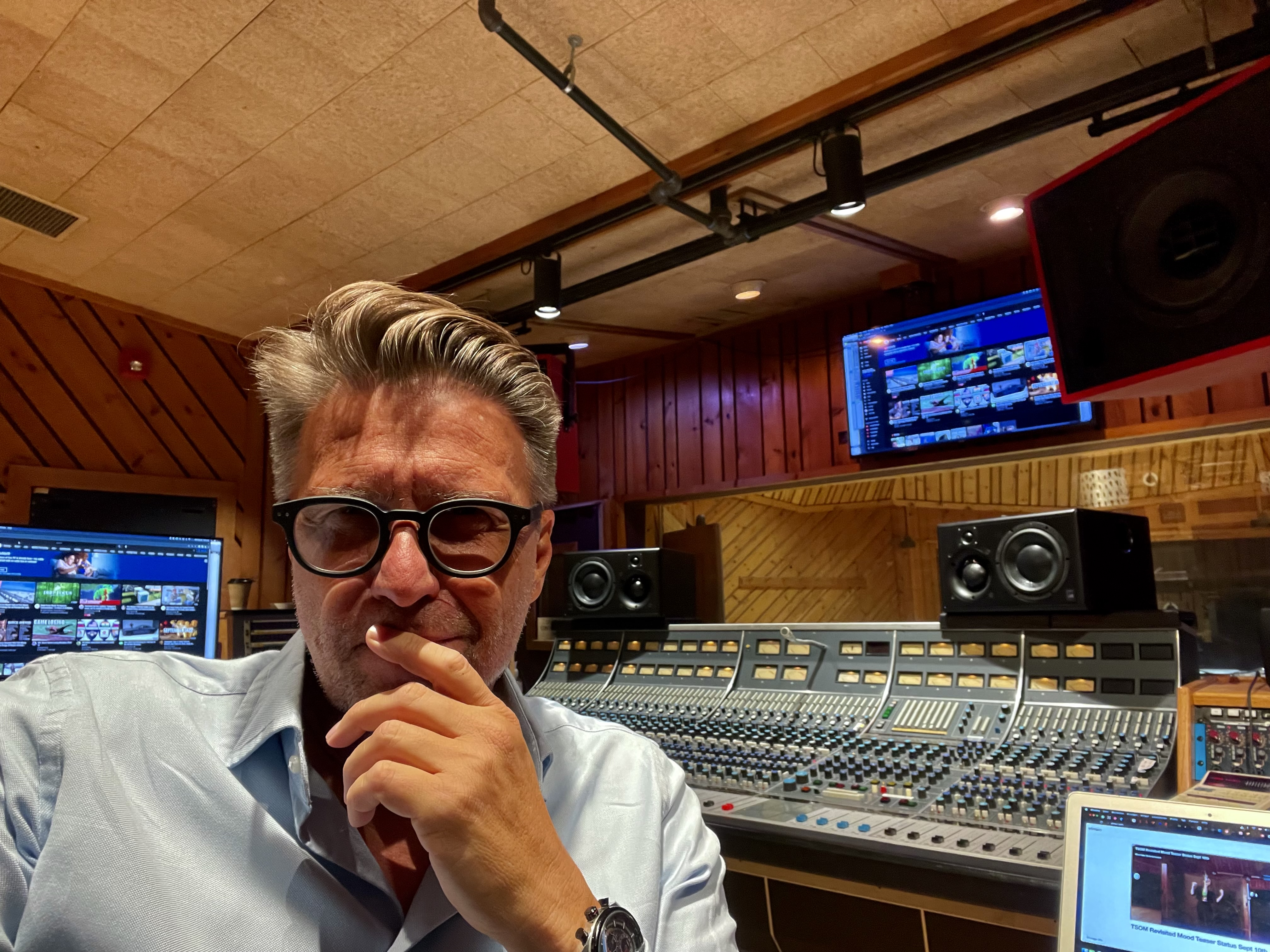
Hannes M. Schalle (2024)

Hannes Michael Schalle (* 9. März 1963 in Villach-Warmbad, Österreich) ist ein österreichischer Fernsehproduzent, Autor, Regisseur und Filmkomponist. Er ist gewähltes Mitglied der International Academy of Television Arts & Sciences.

## Leben und Schaffen

### Ausbildung und Unternehmensgründung
Nach Film, Musik und Wirtschaftsausbildungen in Graz, Boston und Salzburg gründete er 1989 nach Teilnahme am Modellversuch Wissenschaftler gründen Firmen zusammen mit Peter F. Doyle das Start-Up Schalle Digital Productions, das seit 2002 als Aikon Media & Technology firmiert. Von 1998 bis 2002 war Schalle Geschäftsführer der Fachhochschule Salzburg. 2005 war er Kogründer der Alpha Filmtime Medienproduktionen, 2006 gründete er Moonlake Entertainment und 2011 Aikon Creatives. 2020 wurden alle Unternehmen in das Label Moonlake Entertainment umfirmiert und dieses hat eigenständige Firmen in Österreich, Deutschland und England.

### Film- und Fernsehkompositionen
Seit 1989 komponierte Schalle die Filmmusik für rund 70 Fernsehfilme und war in verschiedenen Funktionen für zahlreiche Film- und Mediengesellschaften sowie für die großen Fernsehsender des deutschsprachigen Raums tätig. Von 2002 bis 2010 komponierte er vornehmlich für deutschsprachige Fernsehfilme.
2010 unterzeichnete er als Filmkomponist beim deutschen Albatross Musikverlag, einem Unternehmen des deutschen Medienmanagers Alexander Elbertzhagen und seiner Gruppe Kick-Media AG. Als Komponist setzte er 2011 seine Zusammenarbeit mit Regisseur Bernd Fischerauer fort und schrieb die Orchesterscores für den BR-Zweiteiler Europas letzter Sommer und Am Weg zur Macht sowie Wolfram Paulus Kinowerk Blutsbrüder teilen alles. 2012 folgten Bernd Fischerauers Bismarck-Zweiteiler mit den Folgen Die Reichsgründung und Die nervöse Grossmacht. Im selben Jahr komponierte er den Orchesterscore für die BR-Eventproduktion Frei, Regie Bernd Fischerauer mit Ken Duken und Julie Engelbrecht in den Hauptrollen, und verpflichtete für die auf Mozart basierenden Klaviertracks die Pianistin Alice Sara Ott.

### Werbefilme
Für die Expo 2000 kreierte Schalle das Multimediaprojekt Enter 4 Elements, gefolgt von der Bühnen- und TV-Regie beim Sir-Peter-Ustinov-Memorial Human Waves (2004) und dem musikalischen Hauptact für die ZDF-Wetten, dass..?-Weihnachtssendung (1998), eine Version von Stille Nacht, heilige Nacht für die Wiener Sängerknaben, Gospelsängerin Jo Ann Pickens und Lionel Richie.
2006 produzierte er das 3D-Animation-Music-Video I am the Music Man für DJ Ötzi. 2007 konzipierte, komponierte und produzierte er für die österreichische Olympiabewerbung der Kandidatenstadt Salzburg den Bewerbungsfilm für die Olympischen Winterspiele 2014.
Ebenso kreierte und produzierte Schalle 2007 die Salzburg Movies – Feel The Inspiration (Regie: Markus Blunder, Rüdiger Schrattenecker), das neue audiovisuelle Branding des Landes Salzburg, präsentiert auf blu-ray disc. Die Produktion wurde beim International Festival for Corporate AV Media FIMAC mit einem Silver Award ausgezeichnet.
Als Regisseur leitete Schalle im Mai 2008 die Dreharbeiten im Dubai-Autodrome für den F1-X-Teaser; der Produktionsstart des gleichnamigen Formel-1-Event-Park-Projektes war Oktober 2008 mit Jean Alesi als Moderator. Eine Fertigstellung und Veröffentlichung des Projekts 60 Years of Formula 1 wurde zunächst aufgrund der finanziellen Schwierigkeiten des Emirates Dubai verschoben, danach nach Abu Dabi verlegt und in Ferrari Park umbenannt.
Im Dezember 2014 produzierte Schalle für Walter Films und Moonlake Entertainment die Chanel Metiers d’Art Show Salzburg, geleitet von Karl Lagerfeld u. a. mit den Topmodels Cara Delevingne und Kendall Jenner in sieben Filmen das Defilee, welches auf Schloss Leopoldskron inszeniert wurde.

### TV-Filme und Doku-Dramen
2007 erhielt seine Alpha-Filmtime-Produktion Vom Ende der Eiszeit (ARD) Nominierungen beim Deutschen Fernsehpreis in drei Kategorien. Ebenso 2008 erhielt die nachfolgende Alpha-Filmtime-Produktion Das Wunder von Loch Ness Sat.1 Nominierungen beim Deutschen Fernsehpreis in zwei Kategorien und gewann einen Preis für „Beste Visuelle Effekte“.
Im Jänner 2009 beschlossen Moonlake und die UFA-Tochter Phoenix Film eine Kooperation für drei TV-Eventfilme, darunter 33 Days – Born To Be Wild (Lauda – The Untold Story), welcher die Lebensereignisse der Formel-1-Legende Niki Lauda rund um dessen fast tödlichen Unfall am Nürburgring und sein Comeback nur 33 Tage später im Autodromo Nazionale di Monza erzählt. Schalles Filmdrehbuch wurde später unter dem Titel Rush bekannt und war die Grundlage zum gleichnamigen Film, der zu einer juristischen Auseinandersetzung führte, die Schalle gewann. In Folge produzierte Premier Picture 2014 die Kinodokumentation Lauda – The Untold Story. Am 2. Juli 2015 wurde die Produktion von Bulldog Film Distribution in England veröffentlicht und erschien gleichzeitig als DVD und wurde #1-Bestseller auf iTunes und Amazon.
2018 produzierte und verfilmte er das Musik-Doku-Drama Stille Nacht – Ein Lied für die Welt mit den Grammy Awards Preisträgern Kelly Clarkson, Joss Stone, David Foster, Josh Groban, der indonesisch-französischen Sängerin Anggun, der Gewinnerin von The Voice Israel Lina Makhoul, der Gewinnerin der russischen Star Factory 5 Victoria Petrowna Daineko, dem kanadischen Trio The Tenors, dem mexikanisch-französischen Opernsänger Rolando Villazón sowie aus Österreich DJ Ötzi, die Seer und das Mozarteumorchester Salzburg. Die Produktion wurde in Zusammenarbeit mit ServusTV, Bayerischer Rundfunk, Norddeutscher Rundfunk und Arte hergestellt. Bei den Musikproduktionen arbeitete er mit den Grammy Awards ausgezeichneten Produzenten Brian Rawling und Humberto Gatica zusammen. Als Erzähler fungierte der Burgtheater Schauspieler Peter Simonischek. In der Rolle des Douglas Haig, 1. Earl Haig wirkte der britische Schauspieler John Rhys-Davies mit. 2020 wurde der Film als internationale Version mit Hugh Bonneville als Erzähler neu veröffentlicht. Dafür produzierte Schalle auch noch neue Musiksegmente zusammen mit Quincy Jones, Zucchero und David Foster.
2024 produzierte er zusammen mit WarnerBros ITV die zwei TV-Filme der Reihe Alpentod mit Veronica Ferres, Salka Weber und Tim Oliver Schultz für RTL und ServusTV.

### Spezialsendungen und Sportdokumentationen
Die ersten TV-Produktionen waren die vierteilige TV-Mini-Serie In Search Of Beethoven (Telepiu/Unitel) und die 9-teilige TV-Reihe Classics Cuts (ZDF/3Sat). Alleine bei den Salzburger Festspielen zeichnete Schalle zwischen 1996 und 1997 500 Stunden Klassik-TV-Programm für TelePiu3/Unitel auf.
2008 schrieb Schalle als Autor die TV-Story Gerry Friedle: Mein Leben mit DJ Ötzi und produzierte den Film für den ORF (Regie: Karl Kases) unter der Mitwirkung von Franz Beckenbauer, Rainhard Fendrich, Florian Silbereisen. Als Regisseur inszenierte Schalle in der Folge die Musikvideos für dessen CD Hotel Engel, die im Herbst 2008 bei Universal Music erschien.
2010 realisierte er als Autor und Regisseur die ORF/3Sat Dokumentation Aus eigener Kraft unter der Mitwirkung von Therese von Schwarzenberg, Thomas Geierspichler, Niki Lauda, Heinz Kinigadner sowie Hermann Maier, Matthias Lanzinger und Thomas Muster.
Als Autor, Regisseur und Komponist realisierte Schalle 2013 die Fernsehdokumentationen Das Digitale Ich – Menschen, Computer Emotionen. Im Dezember 2014 veröffentlichte Premiere Picture seine Kinodokumentation In Space, die neben der 50-jährigen Geschichte der Zusammenarbeit von ESA und NASA, den Projekten der bekanntesten Protagonisten der privaten Weltraumfahrt wie Elon Musk oder Richard Branson sowie dem Aufenthalt des deutschen Astronauten Alexander Gerst auf der ISS, vor allem die Rosetta-Mission zeigt.
2015 drehte er als Regisseur eine weitere Motorsport-Kinodokumentation mit dem Titel The Green Hell, welche die Geschichte des Nürburgrings zwischen 1925 und 2015 erzählt und im Februar 2017 von der Odeon Cinema Group in Großbritannien, Irland, Deutschland, Österreich, Spanien und Italien veröffentlicht wurde. Die Produktion, geleitet von den Executive Producers Eric Luciano Nicoli, William Lewis, Dean Goldberg, wurde insbesondere vom Namensgeber der Nordschleife Sir Jackie Stewart inhaltlich unterstützt.
Des Weiteren realisierte er als Autor, Regisseur und Produzent die Kinodokumentation Monaco Grand Prix und drehte 2016 beim Historic Grand Prix of Monaco. 2017 wurden die Dreharbeiten beim Großen Preis von Monaco abgeschlossen. Der Film ist Teil der Moonlake-Entertainment-Motorsport-Filmserie.
2021 wurde Schalle von der Telekom Deutschland mit der Produktion von Beethoven X – Das KI Projekt beauftragt, welches auf MagentaTV, ARD und RTL+ veröffentlicht wurde. Neben Sebastian Koch wirkte Billy Joel als Hauptprotagonist mit. Im Jahr 2022 produzierte Schalle das TV-Special Weihnacht in den Alpen, das mit der Mitwirkung von Melissa Naschenweng, Chris Steger, Nik P. und Hansi Hinterseer auf ServusTV veröffentlicht wurde. 2024 realisierte Schalle die biographische Dokumentation Zwischen Himmel und Hölle über den Schauspieler Philipp Hochmair.
2024 folgte das Weihnachtsspecial Weihnachtslichter mit Hansi Hinterseer als Erzähler und Sänger, das auf ServusTV und Digital veröffentlicht wurde.
2024 und 2025 realisierte er als Autor und Regisseur die zwei Specials Willkommen in meinem Leben und Der lange Weg zum Gipfel, welche die Karriere des Wintersportlers und Sängers Hansi Hinterseer erzählen und auf ServusTV veröffentlicht wurden.

### Musik- und Kulturdokumentationen
2010 und 2011 produzierte er für 3sat/ORF die vierteilige TV-Dokumentationsreihe Die Kulturgeschichten des Alltags mit den Folgen Heilig, Rein & Sauber, Lust auf die Lust, Kathedralen der Flüchtigkeit und Im Reich des Regenbogens mit Regisseur/Autor Gustav W. Trampitsch. 2012 setzte er die Produktion der 3sat-TV-Dokumentationsreihe Die Kulturgeschichten des Alltags in Koproduktion mit dem ORF mit den Folgen Muscheln, Münzen, Buchungszeilen und Pillen, Pulver, Salben fort. Dabei verpflichtet sein Produktionslabel Moonlake Entertainment den Grazer Autor und Regisseur Klaus T. Steindl für die Realisation der Filme.
2015/2016 produzierte sein Label Moonlake Entertainment in Koproduktion mit dem ORF für 3sat den Film Salzburg – Gesamtkunstwerk im Herzen Europas. Die Dokumentation, erzählt von Jedermann-Darsteller Cornelius Obonya, wurde im Rahmen der Siemens Festspielnächte am Kapitelplatz zur Eröffnung der Salzburger Festspiele 2016 gezeigt.
2017 realisierte er als Autor, Regisseur und Produzent die Dokumentation Karajan – Der Maestro und sein Festival zum 50-jährigen Jubiläum der Osterfestspiele Salzburg. Schalle erzählte die Geschichte der Kreation der Walküre 1967 sowie deren Rekreation 2017 durch Christian Thielemann. Die Produktion wurde in Zusammenarbeit mit dem Eliette und Herbert von Karajan Institut sowie der Unitel hergestellt. Die Uraufführung erfolgte bei den Osterfestspielen Salzburg 2017 und auf 3sat im Mai 2017. Im selben Jahr verfilmte er die The Sound Of Music Hommage Climb Every Mountain mit den Hauptdarstellern Dominic Muhrer, Sänger der The Makemakes und Joshua Ledet, American Idol Finalist 2012, an Originalschauplätzen in Los Angeles und Salzburg. Die Produktion wurde in Zusammenarbeit mit ServusTV hergestellt. Bei der Musikproduktion arbeitete Schalle mit dem 16-fachen Grammy-Preisträger Humberto Gatica zusammen.
Von 2019 bis 2021 wirkte er an der Universität Mozarteum Salzburg am Projekt Spot-On-Mozart mit, das sich mit der Visualisierung der Musik von Wolfgang Amadé Mozart beschäftigt. 2021 realisierte er erste Werke mit Benjamin Schmid, sowie mit Seong-Jin Cho bei der Salzburger Mozartwoche, welches von der Deutschen Grammophon veröffentlicht wurde.
2020 realisierte er als Regisseur den Musikfilm Die Träume des Magiers – Ein Jahrhundert Salzburger Festspielgeschichte mit Senta Berger, Anne-Sophie Mutter, Veronica Ferres, Sunnyi Melles, Klaus Maria Brandauer, Peter Simonischek, Tobias Moretti, Cornelius Obonya, Franz Welser-Möst, Riccardo Muti sowie dem Mozarteumorchester Salzburg und den Wiener Philharmonikern zum hundertjährigen Jubiläum der Salzburger Festspiele. Peter Lohmeyer wirkte als Erzähler mit.
2021 produzierte er die Dokumentation Von Buhlschaften und Jedermännern mit Senta Berger, Caroline Peters, Brigitte Hobmeier, Sophie von Kessel, Verena Altenberger, Veronica Ferres, Sunnyi Melles, Klaus Maria Brandauer, Peter Simonischek, Tobias Moretti, Cornelius Obonya und Lars Eidinger, welche die Geschichte des Jedermann Stückes der Salzburger Festspiele und dessen wichtigsten Schauspielern erzählt.
Seit 2022 arbeitet Schalle mit Grammy-Preisträger Walter Afanasieff als Regisseur und Musikproduzent an der Musikdokumentation mit dem Arbeitstitel All The Sounds of Music über das Phänomen der Maria von Trapp Familiengeschichte. Der Film wurde in Los Angeles, New York, London und Salzburg gedreht.

## Filmografie (Auswahl)

### TV-Produktionen
- „In Search of Beethoven“ Executive Producer, Telepiu3, 4 Sequels Documentary
- „The Rakes Progress“ Executive Producer, Telepiu3 TV Documentary
- „In Search of Schubert“ Executive Producer, Telepiu3, 3 Sequels Documentary
- „Mozarts Courtly Operas“ Executive Producer, Telepiu3 Documentary
- „Classic Cuts“ Executive Producer, 3 Sat, 12 Sequels Variety Show
- „Il Giardino Armonico“ Executive Producer, Warner Classics, 2 Sequels
- “Interface” Executive & Co-Producer, ORF, 9 Sequels TV Magazine
- „Affentour“ M.M. Westernhagen Co-Producer, Artistic Director Support Act
- „Enter 4 elements“ Expo 2000 Composer, Producer & Artistic Codirector
- “Human Waves” Sir Peter Ustinov Memorial, Creative Producer TV / Stage Director
- „Manhunt“ Associate Producer, Apollo Media / PRO7,
- „Checkmate“ Associate Producer, Apollo Media / PRO7,
- „Vom Ende der Eiszeit“ Co-Producer, Alpha Filmtime KG / Ziegler Film / ARD
- „Das Wunder von Loch Ness“ Co-Producer, Alpha Filmtime KG / Rat Pack Film / Sat1
- „Gerry Friedle: Mein Leben mit DJ Ötzi“ Writer, Producer, Co-Director / Moonlake Entertainment / ORF
- „Der Teufel mit den drei goldenen Haaren“ Co-Producer / Neue Provobis / Moonlake Entertainment / ZDF
- „Aus eigener Kraft“ Writer / Producer / Director / Moonlake Entertainment / 3sat / ORF
- „Heilig, Rein & Sauber“ Producer / Moonlake Entertainment / 3sat / ORF
- „Lust auf die Lust“ Producer / Moonlake Entertainment / 3sat / ORF
- „Kathedralen der Flüchtigkeit“ Producer / Moonlake Entertainment / 3sat / ORF
- „Im Reich des Regenbogens“ Producer / Moonlake Entertainment / 3sat / ORF
- „Muscheln, Münzen, Buchungszeilen“ Producer / Moonlake Entertainment / 3sat / ORF
- „Pillen, Pulver, Salben“ Producer / Moonlake Entertainment / 3sat / ORF
- „Das Digitale Ich – Menschen, Computer Emotionen“ Writer / Director / Moonlake Entertainment / 3sat / ORF
- „Markt.Macht.Kunst“ Writer / Director / Moonlake Entertainment / 3sat / ORF
- „Lauda - The Untold Story“ Writer / Director / Seis Films / Premiere Picture / Phoenix Worldwide / Bulldog Film / Moonlake Entertainment
- „In Space“ Writer / Director / Seis Films / Premiere Picture / Peace Point / Moonlake Entertainment
- „The Green Hell“ Writer / Director / TGH Films / Wentworth Media & Arts / Moonlake Entertainment
- „Salzburg - Gesamtkunstwerk im Herzen Europas“ Writer / Director / Moonlake Entertainment / 3sat / ORF
- „Karajan – Der Maestro und sein Festival“ Writer / Director / Moonlake Entertainment / 3sat / ORF / Unitel
- „Climb Every Mountain - The Sound Of Music Revisited“ Writer / Director / Moonlake Entertainment / ServusTV
- „Monaco Grand Prix“ Writer / Director / Moonlake Entertainment / Premiere Picture / Seis Investment
- „Stille Nacht - Ein Lied für die Welt“ Writer / Director / Moonlake Entertainment / ServusTV / BR / Arte / NDR / Unitel
- „Die Träume des Magiers - Ein Jahrhundert Salzburger Festspielgeschichte“ Writer / Director / Moonlake Entertainment / ServusTV / Unitel
- „Silent Night - A Song for the World“ Writer / Director / Moonlake Entertainment / The CW
- „Senta Berger – Die Schauspiel-Ikone im Gespräch“ Producer / Moonlake Entertainment / Servus TV
- „The Sound of Salzburg“ Writer / Director / Moonlake Entertainment / 3sat / ZDF / ORF
- „Beethoven X – The AI Project “ Writer / Director / Moonlake Entertainment / Magenta TV / ARD / RTL+
- „Weihnachten in den Alpen“ Writer / Director / Moonlake Entertainment / Servus TV
- „My Mozart, My Salzburg“ Writer / Director / Moonlake Entertainment / ORF
- „Hansi Hinterseer – Willkommen in meinem Leben “ Writer / Director / Moonlake Entertainment / Servus TV
- „Philipp Hochmair – Zwischen Himmel und Hölle“ Writer / Director / Moonlake Entertainment / Servus TV
- „Alpentod“ Executive Producer / Moonlake Entertainment / Warner Bros. ITV / RTL

### Filmkomponist
- „Die Habsburger“ ORF / ZDF (4 Sequels)
- „Ötzi – The Iceman“ ORF / Universum / Discovery
- „Star Kid“ Trimark Pictures / Warner
- „Hannah“ Star*Film / Epo Film (Austrian entry for the foreign language Academy Award 1997)
- „An Almost Perfect Divorce“ Star*Film / Buena Vista
- „An Almost Perfect Wedding“ Star*Film
- „Classic Cuts“ SDP Media / 3sat (11 Sequels)
- „Prince of Central Park“ Seagal – Nasso / Warner Bros
- „Interface“ enteractivity / ORF (9 Sequels)
- „She, Me and Her“ Star*Film / Globe Movie
- „Ein Haufen Kohle“ Trebitsch Film / Sat1
- „Manhunt“ Apollo Media / PRO7
- „Checkmate“ Apollo Media / PRO7
- „Zwei Väter für eine Tochter“ Star*Film / ORF / BR
- „Alles Glück dieser Erde“ Lisa Film / ORF / ARD
- „Frechheit Siegt“ Star*Film / ORF / BR
- „Gefühl ist alles“ Star*Film / ORF / BR
- „Da wo die Herzen schlagen“ Terra Film / Bavaria / ARD / ORF
- “Wenn der Vater mit dem Sohne” (Titeltrack LaLeLu) Lisa Film / Degeto / ARD / ORF
- “Da wo das Glück beginnt” Terra Film / Degeto / Bavaria / ARD / ORF
- “Die verschwundene Ehefrau” Star*Film / ORF
- „Liebe verleiht Flügel“ Satel Film / ARD / ORF
- „König der Herzen“ Lisa Film / Degeto / ARD / ORF
- „Liebe ist nicht nur ein Wort“ Satel Film / Bavaria Media / ARD / ORF
- „Vom Ende der Eiszeit“ Ziegler Film / Alpha Filmtime KG / NDR, ARD
- „Der Teufel mit den drei goldenen Haaren“ Neue Provobis / Moonlake Entertainment / ZDF
- „Garmischer Bergspitzen“ Neue Provobis / ARD
- „Der Gewaltfrieden von Versailles 1&2“ Tellux-Film / BR-alpha
- „Die Liebe kommt mit dem Christkind“ Mona Film / ARD / ORF
- „Aschenputtel“ Neue Provobis / SK Film / ZDF
- „Konterrevolution – Der Kapp-Lüttwitz-Putsch 1920“ Tellux-Film / BR-alpha
- „Hitlers Machtergreifung“ Tellux-Film / BR-alpha
- „Blutsbrüder teilen alles“ SK Film / BR / Libra Film / Pinguin Film
- „Europas letzter Sommer“ Tellux-Film / BR-alpha
- „Am Weg zur Macht“ Tellux-Film / BR-alpha
- „Die Reichsgründung“ Tellux-Film / BR-alpha
- „Die nervöse Grossmacht“ Tellux-Film / BR-alpha
- „Frei“ Tellux-Film / Albolina Film / BR
- „Muscheln, Münzen, Buchungszeilen“ / Moonlake Entertainment / 3sat / ORF
- „Pillen, Pulver, Salben“ / Moonlake Entertainment / 3sat / ORF
- „Das Digitale Ich“ / Moonlake Entertainment / 3sat / ORF
- „Markt.Macht.Kunst“ / Moonlake Entertainment / 3sat / ORF
- „Lauda – The Untold Story“ Seis Films / Premiere Picture / Phoenix Worldwide / Bulldog Film / Moonlake Entertainment
- „In Space“ Seis Films / Premiere Picture / Peace Point / Moonlake Entertainment
- „The Green Hell“ TGH Films / Wentworth Media & Arts / Moonlake Entertainment
- „Salzburg – Gesamtkunstwerk im Herzen Europas“ Moonlake Entertainment / 3sat / ORF
- „Karajan – Der Maestro und sein Festival“ Moonlake Entertainment / 3sat / ORF / Unitel
- „Climb Every Mountain - The Sound Of Music Revisited“ Moonlake Entertainment / ServusTV
- „Stille Nacht - Ein Lied für die Welt“ Writer / Director / Moonlake Entertainment / ServusTV / BR / Arte / NDR / Unitel
- "Silent Night - A Song for the World" Writer / Director / Moonlake Entertainment / The CW
- „Weihnachten in den Alpen - “ Writer / Director / Moonlake Entertainment / Servus TV
- „My Mozart, My Salzburg“ Writer / Director / Moonlake Entertainment / ORF
- „Hansi Hinterseer – Willkommen in meinem Leben “ Writer / Director / Moonlake Entertainment / Servus TV
- „Philipp Hochmair – Zwischen Himmel und Hölle“ Writer / Director / Moonlake Entertainment / Servus TV

### Werbung
- „Wörthersee Festspiele“ Cine Culture Carinthia / Aikon MT
- „F1X-Dubai“ Formula 1 Park Dubai / Moonlake Entertainment
- „Salzburg Movies“ Land Salzburg / Moonlake Entertainment
- „Salzburg Will Rock you“ IOC / Salzburg Olympic Committee / Aikon MT
- „You Have Colored My Life“ Staedtler Colored Pencils / Moonlake Entertainment / Red Angus
- „TEDx Berlin“ TEDx Berlin / Moonlake Entertainment / Red Onion
- „Telekom Talks“ Telekom AG / Moonlake Entertainment / Red Onion
- „Arts Meets Technology“ Samsung / Moonlake Entertainment / Red Onion
- „Metiers d’Art Chanel Salzburg“ Chanel / Moonlake Entertainment / Walter Films
- „UBS CIO 2015“ UBS / Moonlake Entertainment / Red Onion
- „Star Wars Made Great In Britain“ Disney / Feref / Number 10 / Moonlake Entertainment
- „Weinberg“ Opening Credits / TNT Serie / Aikon Media Technology
- „BC One Battle of Water Vs Fire“ Red Bull Media House / Moonlake Entertainment